# Grendel
Grendel — голландская музыкальная группа, сформировавшаяся в 1997 году. Их музыка это соединение Harsh Electro и EBM жанров. Название дано по имени чудовищного существа, описанного в англосаксонском эпосе Беовульф. В начале карьеры музыка коллектива имела киберпанк-тематику, сами участники ансамбля выступали в технократических костюмах киборгов, а также их сценические псевдонимы были писались в стилистике лит-спика, на манер названий или моделей машин из будущего. Во второй половине 2010-х JD Tucker принял решение изменить имидж и концепцию группы, псевдонимы сменились обычными именами участников.

## История
Проект Grendel начался с экспериментов VLRK (также известным под более привычным именем JD Tucker) с электронным музыкальным оборудованием. Свой демо-CD музыкант выпустил в 2000 году, диск включал в себя композицию «Strangers», мгновенно покорившую многие подпольные танцполы Европы.
Вскоре после этого VLRK начал получать запросы на живые выступления, и к нему присоединился FLRS (также известный как Floris Noordman) для исполнения живой игры на синтезаторе и решения различных конструкторских вопросов.
Позже, в 2001 году, немецкий звукозаписывающий лейбл NoiTekk подписал с ними контракт и выпустил альбом Inhumane Amusement, расширенную и улучшенную версию их демо-CD.
Следующий релиз группы — EP End of Ages был выпущен через год и включал в себя ремиксы титульного трека, сделанные группами Arzt+Pfusch и God Module, а также ремикс от Feindflug на композицию «Corroding Conscience» из предыдущего диска группы.
В 2004 году Grendel выпустили свой второй полноформатный релиз Prescription: Medicide. Он стал альбомом месяца и долго занимал высокие позиции в альтернативных чартах Голландии и других стран. Альбом содержал в себе кавер-версию известной композиции коллектива Zombie Nation «Kernkraft 400». Вскоре после записи этого альбома FLRS покинул бэнд и был немедленно заменен новым участником — 4N1T4.
В 2005 году Grendel записали EP, озаглавленный Soilbleed, включив туда вторую версию композиции «Zombie Nation», которая называлась «Zombienation V.2k5». Проблемы с авторскими правами привели к тому, что EP был переиздан в 2006 году на Soilbleed: Redux, в котором трек «Zombienation V.2k5» был заменен на кавер одной из песен коллектива Leæther Strip «Don’t Tame Your Soul». Также, в альбом был включен новый трек, озаглавленый «One. Eight.Zero» и ремикс на него от группы Life Cried.
2006 год видел ещё одно изменение: участник 4N1T4 покинул проект по личному выбору, сохранив дружеские отношения, в то время как M4RC (также известный как Marc Martinez — ранее Terrorfakt, Manufactura и Caustic) был нанят в качестве лайв-драммера, а MRK0 (Marco Visconti из группы XP8) добавился как клавишник.
В 2007 году музыканты выпустили свой третий альбом, Harsh Generation. Очередной EP Chemicals and Circuitry был выпущен в ноябре 2009.
В 2009 году MRK0 в свою очередь решил покинуть музыкальный коллектив по личным причинам. Его заменил S42H (также известный как Sascha Pniok из группы Schallfaktor), который ранее также играл на клавишных, с конца 2008 года.
2011 год — в качестве лайв-гитариста в группу добавился новый участник 4DD2.
Свой четвёртый студийный альбом Timewave: Zero группа выпускает в конце апреля 2012 года. В нём заметно ярко выраженное влияние стиля futurepop, что вызвало разногласия у поклонников группы: одним новое звучание понравилось и они отнеслись к альбому хорошо, а другие разочаровались, из-за того, что раньше музыка группы была более «агрессивна и индустриальна». Диск содержит новую версию трека Chemicals + Circuitry из одноименного EP 2009 года. Для записи композиции Deep Waters была приглашена участница группы Misery Lis Van Den Akker. Благодаря её ангельскому голосу, который великолепно лёг на с ритмы Grendel, трек получился настоящим шедевром.
На протяжении 2012 года группа активно гастролирует по Австралии, странам Европы и Америки.
В конце года к команде присоединилась клавишница Mel Allezbleu, также принимающая участие в хардкор-техно-проекте Ultraviolence.
Через пять лет после этого группа выпускает полноформатный альбом Age of the Disposable Body, который во многом повторяет звучание Timewave: Zero, содержит в себе как клубные EBM, так и меланхоличные darkwave и futurepop композиции. Альбом вышел 27 октября 2017 года на немецком лейбле Infacted Recordings в виде двойного диска. Второй диск включает в себя 14 ремиксов от различных исполнителей тёмной сцены (Ludovico Technique, Assemblage 23, Plastic Noise Experience, Solar Fake и др.).
В конце 2017 года группа продолжает гастроли, выступая на разных андеграундных вечеринках и фестивалях.

## Дискография
Студийные альбомы

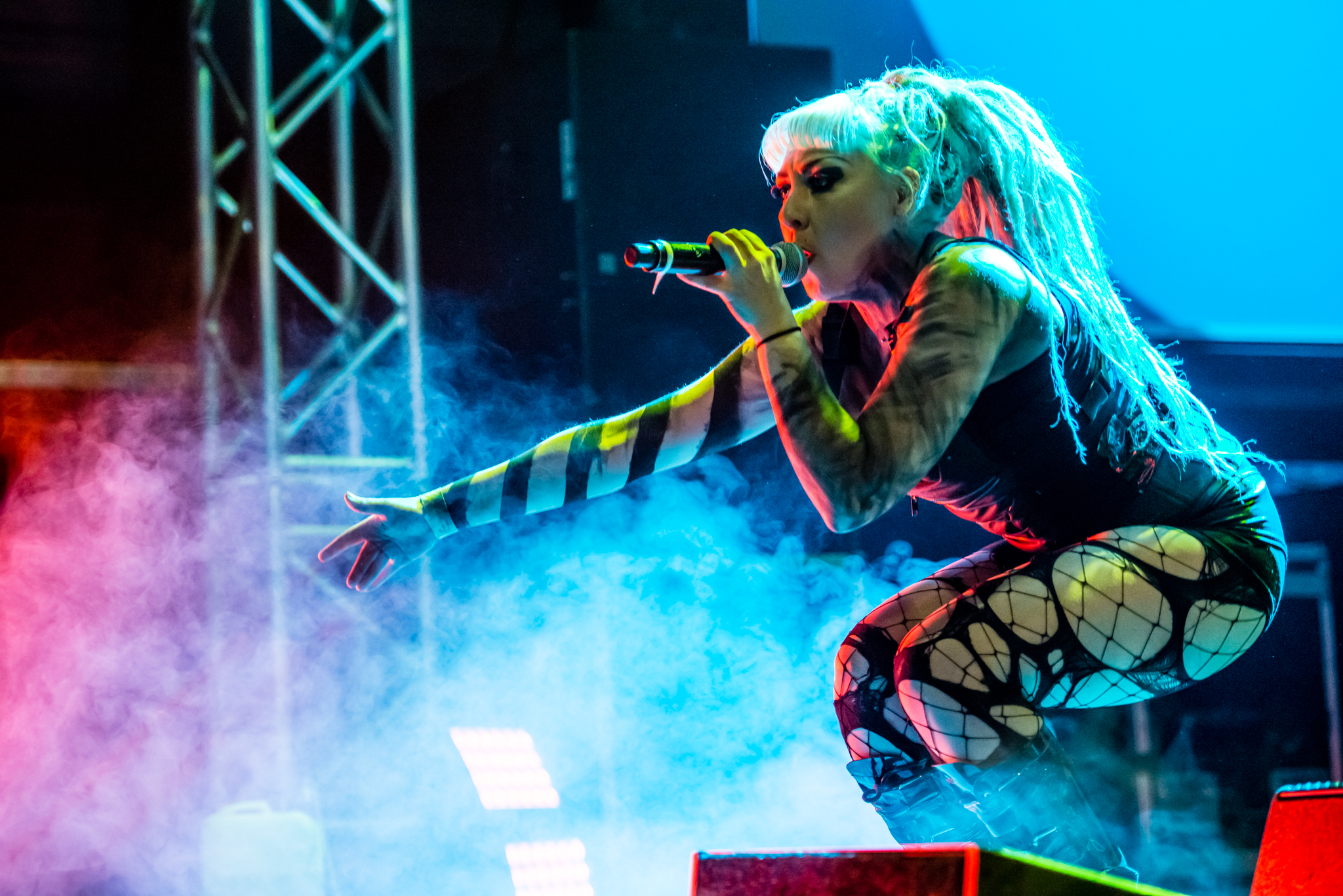
Grendel, e-tropolis 2015

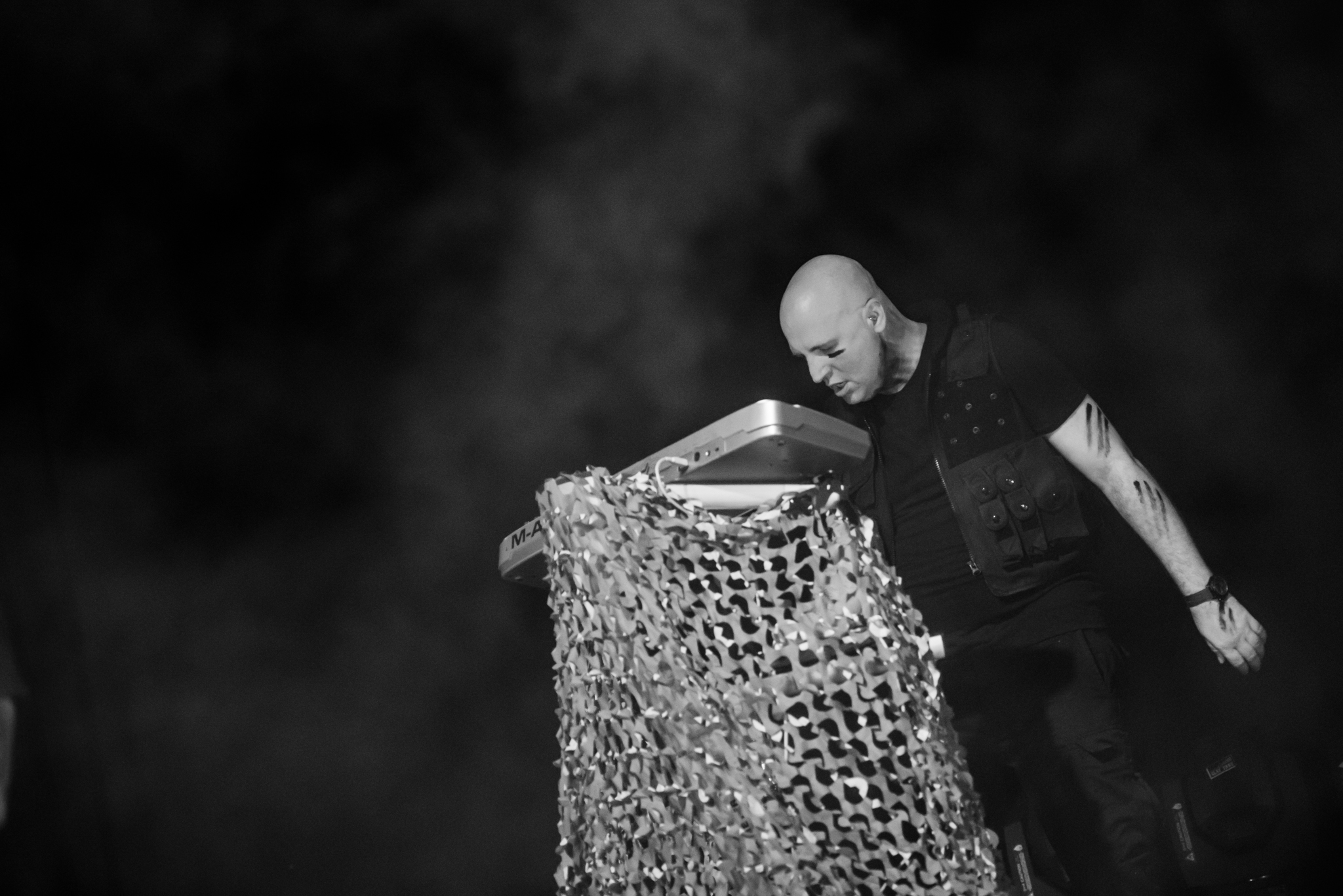
Grendel, e-tropolis 2015

- 2001: Inhumane Amusement (NoiTekk)
- 2004: Prescription: Medicide (NoiTekk / Metropolis)
- 2007: Harsh Generation (Infacted Recordings / Metropolis / Gravitator)
- 2012: Timewave: Zero (Infacted Recordings / Metropolis)
- 2017: Age of the Disposable Body (Infacted Recordings)
- 2019: Ascending The Abyss (Infacted Recordings)

EP
- 2002: End of Ages (NoiTekk)
- 2005: Soilbleed (NoiTekk / Metropolis)
- 2006: Soilbleed: Redux (NoiTekk)
- 2009: Chemicals + Circuitry (Infacted Recordings / Metropolis / DeathWatch Asia)